# Stockeboda gård

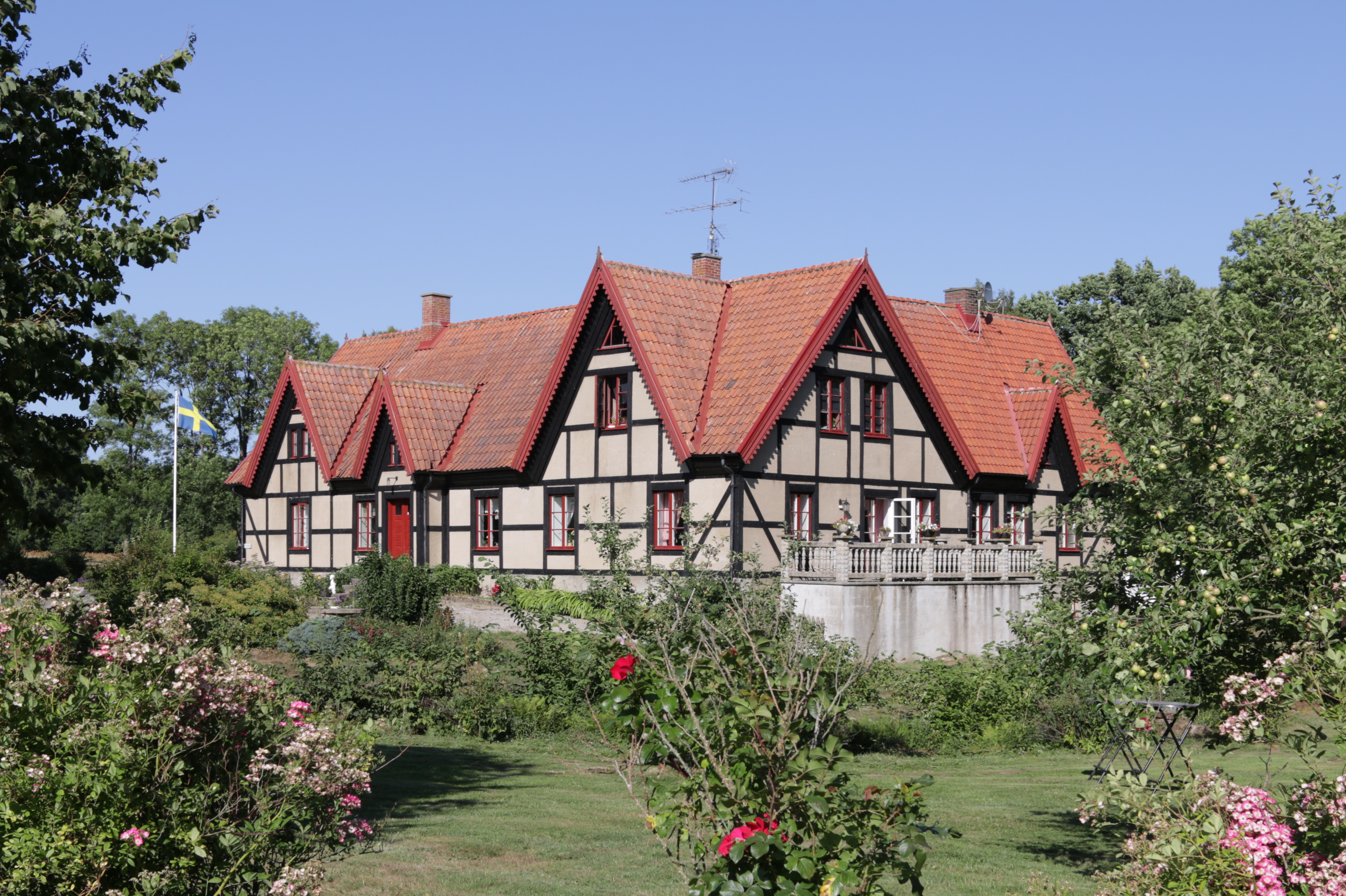
Stockeboda gård

Stockeboda gård ligger i Rörums socken i Simrishamns kommun och är ursprungligen ett kronotorp med anor ifrån 1600-talet. Under slutet av 1700-talet och början av 1800-talet omfattade gården 3/8 mantal skatte.
På den angränsande gården Stora Esperöds ägor finns en snapphanegrav från de dansk-svenska krigen på 1600-talet. 
Gården köptes på 1850-talet av Carlos Natividad Adlercreutz. Idag finns där en konferensanläggning.